# Kvalserien till Elitserien i ishockey 1995
Kvalserien till Elitserien i ishockey 1995 spelades 29 mars-9 april 1996 för att avgöra vilka lag som skulle få spela i Elitserien 1995/1996. Kvalserien bestod av fyra lag och spelades i sex omgångar. 
Rögle BK och Västra Frölunda HC spelade med Elitserien under hösten och med de bästa Division I-lagen i Allsvenskan under våren. De placerade sig på första och andra plats i Allsvenskan och möttes sedan i Allsvenska finalen som Frölunda vann. Därmed fick de också ena platsen i Elitserien. Rögle som vann kvalserien fick den andra platsen. Boden, Troja och Vita Hästen hade kvalificerat sig för kvalserien genom att vinna Playoff. Inget av lagen från Division I lyckades ta en plats i Elitserien.

## Slutställning
| Nr | Lag              | S | V | O | F | GM | IM | MS  | P |
| -- | ---------------- | - | - | - | - | -- | -- | --- | - |
| 1  | Rögle BK         | 6 | 4 | 1 | 1 | 34 | 19 | +15 | 9 |
| 2  | Bodens IK        | 6 | 3 | 1 | 2 | 22 | 25 | −3  | 7 |
| 3  | IF Troja-Ljungby | 6 | 2 | 2 | 2 | 23 | 23 | 0   | 6 |
| 4  | IK Vita Hästen   | 6 | 0 | 2 | 4 | 18 | 30 | −12 | 2 |